# Johnny Dumfries
John Colum Crichton-Stuart, 7th Marquess of Bute, cunoscut ca Johnny Dumfries, (n. 26 aprilie 1958, Rothesay⁠(d), Scoția, Regatul Unit – d. 22 martie 2021, Rothesay⁠(d), Scoția, Regatul Unit) a fost un pilot scoțian de Formula 1 care a evoluat în Campionatul Mondial în sezonul 1986.

## Cariera în Formula 1
| Sezon | Echipă                         | Puncte      | Loc clasament general |
| ----- | ------------------------------ | ----------- | --------------------- |
| 1984  | John Player Team Lotus         | Pilot teste | -                     |
| 1985  | Scuderia Ferrari SpA SEFAC     | Pilot teste | -                     |
| 1986  | John Player Special Team Lotus | 3           | 13                    |
| 1987  | Benetton Formula Ltd           | Pilot teste | -                     |
| 1988  | Benetton Formula Ltd           | Pilot teste | -                     |
| 1989  | Benetton Formula Ltd           | Pilot teste | -                     |
| 1990  | Benetton Formula Ltd           | Pilot teste | -                     |